# دنیل ری
دانیِل رِی (انگلیسی: Daniel Rey) یک آهنگساز اهل ایالات متحده آمریکا است.